# 셰인 맥마흔
셰인 맥맨(Shane McMahon, 1970년 1월 15일~)은 본명은 셰인 브랜던 맥맨(영어: Shane Brandon McMahon)은 전 미국의 프로레슬링선수자 전 WWE의 부사장이며, 차이나 브로드밴드 주식회사의 CEO직을 맡기도 했다.
현재는 차이나 브로드밴드 주식회사의 이사회 의장을 맡고있다. 2016년 3월 15일 WWE RAW에서 갑작스런 등장으로 3년만에 복귀하였다가 그 아버지인 빈스 맥맨에게 RAW 경영권을 달라는 요구를 하자 결국 조건을 받아드리는 대신에 레슬매니아에서 언더테이커와 헬 인 어 셀매치로 첫 대립을 하라는 조건을 받기 시작하였으나 결국은 대립에서 졌지만 최고의 경기로 인정받았다. 결국 아버지로부터 진것으로 인정하여 RAW의 경영권을 물려주었다. 또한 WWE 페이백에서는 아버지가 결국에는 그의 여동생 스테파니 맥맨과 함께 RAW 경영권을 공동으로 운영하라는 지시를 받았으며, 2016년 7월 11일 RAW를 통해서 남매간들의 WWE 드래프트를 부활하면서 스맥다운의 초대 커미셔너(Commissioner)로 임명된다. 2017년 7월 20일 미국 뉴욕주 남동부에 위치한 롱 아일랜드(Long Island) 앞바다에 추락하여 헬리콥터 사고를 당했다. 다행히도 아무런 부상없이 신속하게 구출되었다. 그리고 2021년 3월 15일에는 브라운 스트로우먼과 경기를 가졌다.  피니쉬는다이빙 슈팅 스타 프레스, 립 오프 페이스(다이빙 엘보우 드롭)으로 사용을 하는데 주로 링 밖에서나 아나운서 테이블 아니면 이 높은 곳에서 립 오프 페이스로 주로 완전히 그야말로 작살내버리는 사건 터지는 논란이 커지고 있었다는 엄청난 위험한 장면이였다.(참고로 쉐인은 고소 공포증은 아무렇지 않는다고 한다.), 코스트 투 코스트(미사일 코너 투 코너 드롭킥), 점핑 파워슬램, 스프링보드 하이 킥, 슬링샷 하이 니, 런닝 스피어로 사용을 한다.
가족은 아버지 빈스 맥맨과 어머니 린다 맥맨, 여동생 스테파니 맥맨이 있고, 트리플 H의 처남이기도 하다.
명색이 WWE의 구성원인 탓에 가끔 시합에 나오는데 믹 폴리와 동급으로 하드코어한 경기를 뛴다. 레슬러로서의 취향은 강하지만 WWE 회사 경영은 별로 좋아하지 않는 탓에 WWE의 경영은 트리플 H가 전담하고 있다.

## 신체 사항
키는 188cm(6 ft 2in)
몸무게는 107kg(235 lb)

## 가족
- 아버지: 빈스 맥맨
- 어머니: 린다 맥맨
- 동생: 스테파니 맥맨
- 매부: 트리플 H

## Professional wrestling highlights
- Finishing moves
  - Coast to Coast (Missile corner-to-corner dropkick, sometimes using a bin on the face or chest of an opponent at the corner) - 2001-present
  - Jumping powerslam - 1997-1999
  - Leap of Faith (Diving elbow drop from an elevated position) - 2000-present
  - Running spear - 1999-present
  - Shooting star press, sometimes using a chair or a bin on an opponent's chest - 1997-2000
  - Slingshot high knee - 2000-2001
  - Springboard high kick - 1997-2000

- Signature moves
  - Baseball slide
  - Bronco buster - parodied by X-Pac
  - Elbow drop
  - Float-over DDT
  - Inverted facelock backbreaker
  - Lifting boston crab - parodied by Chris Jericho
  - Low blow
  - Neckbreaker
  - Running body slam
  - Shane O'Shuffle (Multiple left-handed jabs follow right-handed punch) - parodied by Rocky Johnson
  - Sharpshooter
  - Singapore cane shot

- Wrestler of which he was manager
  - Big Show
  - Booker T
  - Chris Benoit
  - Christian
  - Edge
  - Mr. Mcmahon
  - The Rock

- Nicknames
  - "The Best in the World"
  - "The Boy Wonder"
  - "Simba"
  - "The Instrument of Change" (in WWE)
  - "The Man Who Has No Fear"
  - "The Crown Prince" (of the WWE)
  - "The Demon Seed"
  - "The Giant Killer"
  - "The Money"
  - "The Prodigal Son"
  - "Shane-O-Mac"

- Entrance themes
  - "PMS (Pretty Mean Sistas)" by Jim Johnston (2 August 1998; used as commentator on Sunday Night Heat)
  - "Production Music - Techno" (1998-1999)
  - "Brawl for All" by Jim Johnston (December 21st 1998; used for his debut match)
  - "No Chance in Hell" by Jim Johnston (1999-2001; used as a member of the Corporation)
  - "Corporate Ministry" by Jim Johnston (1999; used as a member of the Corporate Ministry)
  - "Here Comes the Money" by Naughty by Nature (29 April 2001-4 May 2009; 22 February 2016-present)

## 수상
- 퓨드 오브 더 이열 (2001) vs 빈스 맥마흔
- 루키 오브 더 이열 (1999)
- 랭크트 넘버 245 오브 더 500 탑 싱글즈 레슬러즈 인 더 PWI 500 인 1999
- WWF 유러피언 챔피언 (1회)
- WWF 하드코어 챔피언 (1회)
- WWE 스맥다운 태그팀 챔피언 (1회) - 더 미즈
- WWE 월드 컵 (2018)
- 모우스트 디스거스팅 프러모우셔널 택틱 (2003) 맥마흔 패밀리 올 오우버 더블유더블유이 프라덕트스
- 워스트 퓨드 오브 더 이열 (2006) - 빈스 맥마흔 vs 디-제너레이션 엑스(숀 마이클스 앤드 트리플 에이치)